# Diplopterygium
Diplopterygium is een geslacht met ongeveer 25 soorten varens uit de familie Gleicheniaceae.
Het zijn varens van tropische streken uit Zuidoost-Azië, Oceanië en Zuid-Amerika.

## Naamgeving en etymologie
- Synoniem: Dicranopteris Underw. (1907), Diplopterygium (Diels in Engl. & Prantl) Nakai (1950), Hicriopteris Ching (1940), Mesosorus Hassk. (1856)

De botanische naam Diplopterygium is een samenstelling van Oudgrieks διπλόος, diploos (dubbel) en πτέρυξ, pterux (vleugel), naar de tweevoudig vertakte bladen.

## Kenmerken

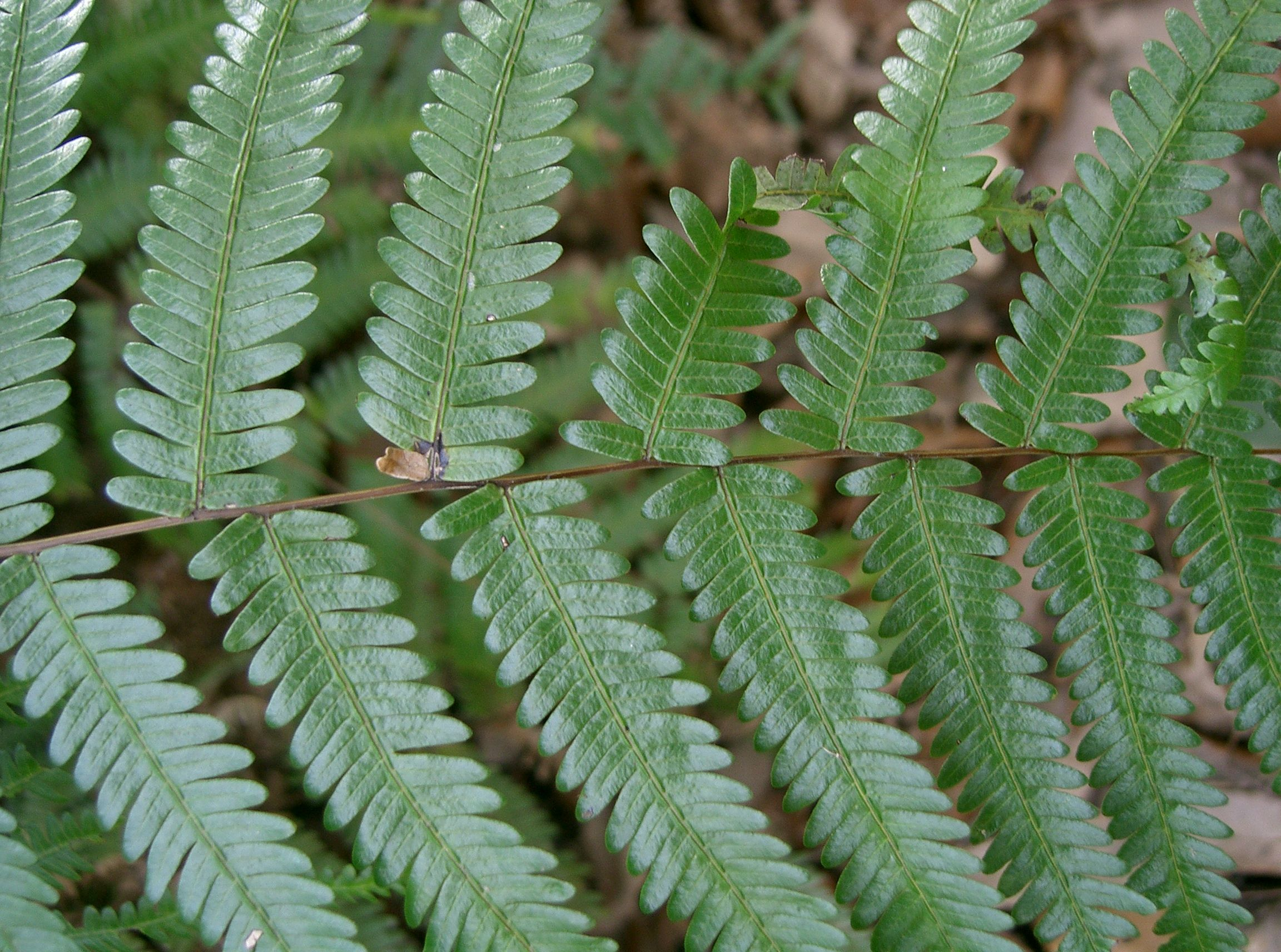
Diplopterygium pinnatum, detail blad

Diplopterygium zijn terrestrische varens met grote, rechtopstaande of horizontaal staande bladen, bestaande uit één tot 5 lagen van tegenoverstaande vertakkingen. De deelblaadjes zijn lijnvormig tot lang ovaal, diep gelobd, met lijnvormige of smal driehoekige eindblaadjes.
De bladen staan verspreid op een lang, kruipend rizoom. Zowel rizoom als bladsteel dragen donkerbruine schubben met bleke gewimperde randen.
De sporendoosjes of sporangia zitten met twee tot vier bij elkaar in grote sporenhoopjes of sori. Deze liggen aan de onderzijde van het blad, in twee rijen langs de nerven van de eindblaadjes.

## Verspreiding
Diplopterygiums worden gevonden in tropische streken van noordelijk India tot Zuid-China, Zuid-Japan, Australië en de eilanden van de Stille Oceaan tot Hawaï. Eén soort komt voor in Zuid-Amerika.

## Soortenlijst
Het geslacht telt ongeveer 25 soorten:
- Diplopterygium bancroftii (Hook.) A. R. Sm. (1980)
- Diplopterygium blotianum (C. Chr.) Nakai (1950)
- Diplopterygium brevipinnulum (Holtt.) Parris (1992)
- Diplopterygium bullatum (T.Moore) Parris (1992)
- Diplopterygium cantonense (Ching) Nakai (1950)
- Diplopterygium chinensis (Rosenstock) DeVol (1975)
- Diplopterygium conversum (Alderw.) Nakai (1950)
- Diplopterygium criticum (Ching & Chiu) comb. ined.
- Diplopterygium elmeri (Copel.) Nakai (1950)
- Diplopterygium giganteum (Wall. ex Hook.) Nakai (1950)
- Diplopterygium glaucoides (Ching) comb. ined.
- Diplopterygium glaucum (Thunb. ex Houtt.) Nakai (1950)
- Diplopterygium laevissimum Nakai (1950)
- Diplopterygium lanigerum (D. Don) Nakai (1950)
- Diplopterygium longissimum (Bl.) Nakai (1950)
- Diplopterygium maximum (Ching) Ching & H.S.Kung (1988)
- Diplopterygium norrisii (Mett. ex Kuhn) Nakai (1950)
- Diplopterygium omeiensis (Ching & Chiu) comb. ined.
- Diplopterygium pinnatum (Kunze) Nakai (1950)
- Diplopterygium reflexum (Ching & Chiu) comb. ined.
- Diplopterygium remotum (Ching) comb. ined.
- Diplopterygium rufo-pilosum (Ching & Chiu) comb. ined.
- Diplopterygium rufum (Ching) comb. ined.
- Diplopterygium simulans (Ching ex Ching & Wang) comb. ined.
- Diplopterygium sordidum (Copel.) Parris
- Diplopterygium tamdaoense (Ching & Chiu) comb. ined.
- Diplopterygium volubile (Jungh.) Nakai (1950)
- Diplopterygium yunnanense (Ching in Chien & Chun) comb. ined.

Geslachten: Dicranopteris · Diplopterygium · Gleichenella · Gleichenia · Microphyllopteris † · Sticherus · Stromatopteris